# John Langford
Pour les articles homonymes, voir Langford.
 John F. Langford, né le 26 juin 1968 à Wagga Wagga (Australie), est un ancien joueur de rugby à XV qui a joué avec l'équipe d'Australie. Il évoluait au poste de deuxième ligne (2 m pour 110 kg).

## Carrière

### En club
- ACT Brumbies

Il a joué plus de 50 matchs avec les Brumbies.

### En équipe nationale
Il a disputé son premier test match le 16 août 1997 contre l'équipe de Nouvelle-Zélande. Son dernier test match fut contre l'Écosse, le 22 novembre 1997.

## Palmarès
- 4 test matchs avec l'équipe d'Australie
- 15 matchs avec New South Wales